# Constitución brasileña de 1946

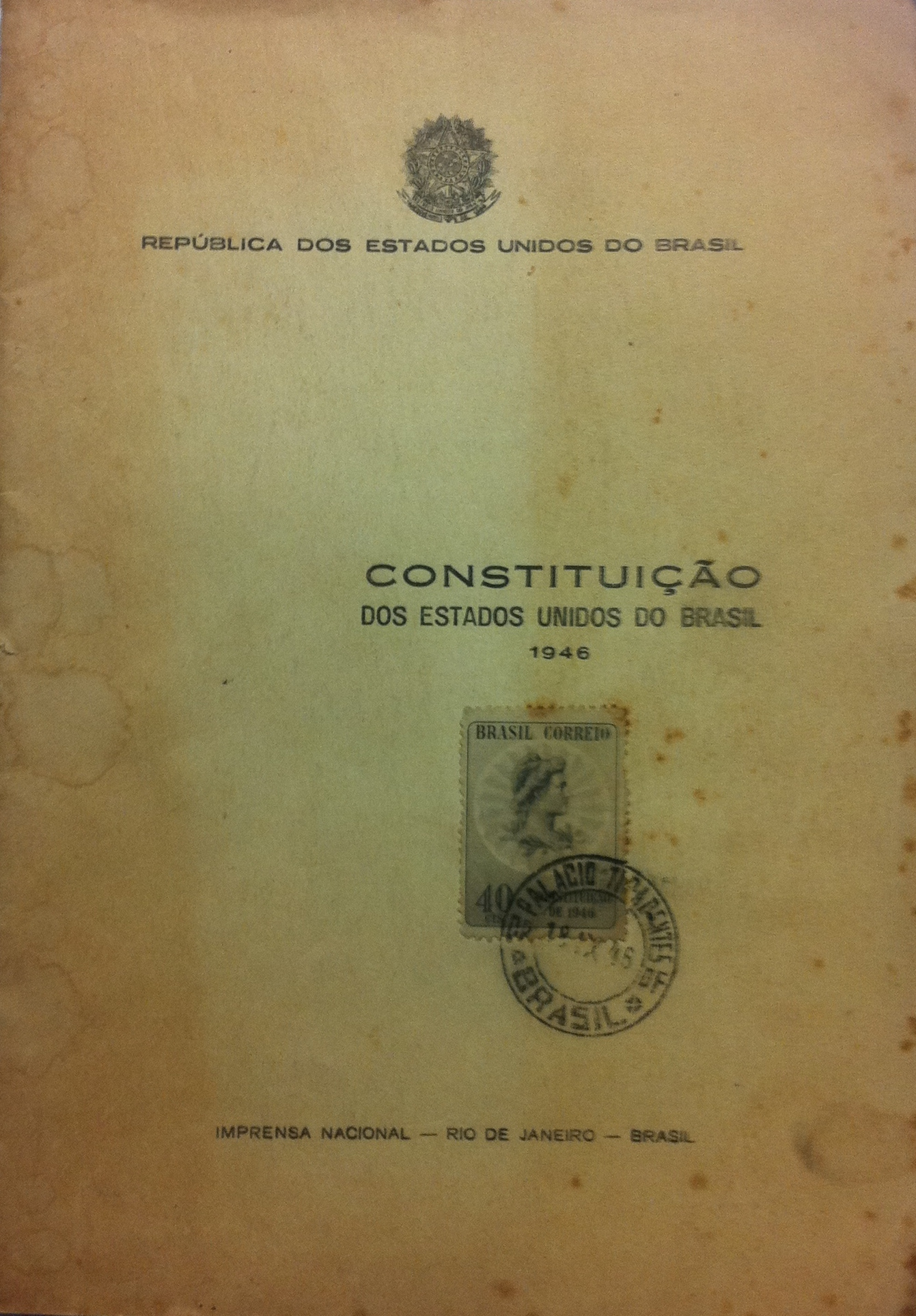
Ejemplar original con el texto de la Constitución de 1946, impresa por la Prensa Nacional, con carimbo y sello filatélico en homenaje a la promulgación de la misma en el Palacio Tiradentes, el día 18 de septiembre de 1946 (Foto:Procuraduría General del Estado de Río de Janeiro/Biblioteca Marcos Juruena Villela Souto/Claunir Luiz Tavares)

La Constitución brasileña de 1946 fue promulgada el 18 de septiembre de 1946, siendo 
presidente de la República Eurico Gaspar Dutra (1946-1951). Está construida sobre un cuerpo de 218 artículos, a los que se suman 36 artículos más en las ADCT (Ato das Disposições Constitucionais Transitórias).

## Historia
La mesa de la Asamblea Constituyente promulgó la Constitución de los Estados Unidos de Brasil, seguida de los llamados Ato das Disposições Constitucionais Transitórias, el día 18 de septiembre de 1946, consagrando las libertades ya expresadas en la Constitución de 1934, que había sido retirada en 1938.

## Dispositivos principales
- La igualdad de todos ante la ley;
- La libertad de manifestación de pensamiento, sin censura, salvo en ciertos espectáculos y diversiones públicas;
- La inviolabilidad del secreto de la correspondencia;
- La libertad de conciencia, de creencia y de ejercicio de cultos religiosos;
- La libertad de asociación para fines lícitos;
- La inviolabilidad de la casa como asilo del individuo;
- La prisión solo en flagrante delito o por orden escrita de autoridad competente y la garantía amplia de defensa del acusado;
- Extinción de la pena de muerte;
- Separación de los tres poderes.

Gustavo Capanema, jurista y político minero, Luís Viana Filho, escritor, historiador y político baiano, Aliomar Baleeiro, jurista y político baiano, Clodomir Cardoso, jurista, escritor y político maranhense, Gilberto Freyre, escritor y sociólogo pernambucano, y Barbosa Lima Sobrinho, escritor, intelectual, periodista y político pernambucano, son algunas de las personalidades que integraron la Asamblea Constituyente que elaboró y promulgó la Constitución de 1946.
La Constitución de 1946, bastante avanzada para la época, fue un avance para la democracia y las libertades individuales del ciudadano. La Carta siguiente significó un retroceso en los derechos civiles y políticos.

## Elaboración heterogénea
Fue la primera constitución que contó con una bancada comunista en su proceso constituyente. Seis meses después de su promulgación, la bancada comunista fue perseguida y el partido comunista fue ilegalizado bajo la alegación de obedecer órdenes extranjeras. Sería solo el primer revés sufrido por el nuevo orden democrático.

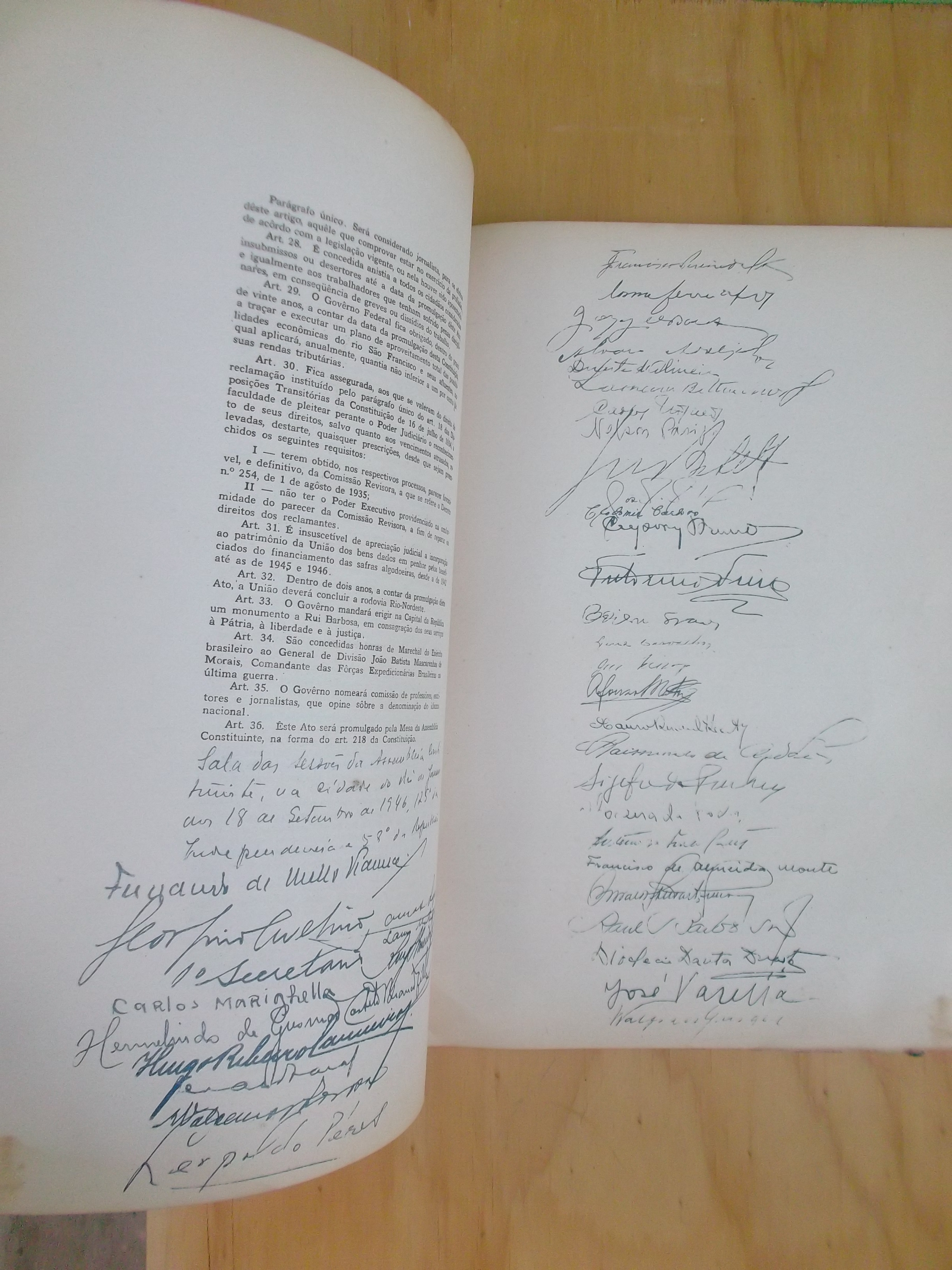
Raro ejemplar con las firmas de los constituyentes.

## Extinción de territorios
Conforme a las disposiciones transitorias de la Constitución Federal de 1946, fueron extintos los territorios del Iguazú y de Punta Porã el 18 de septiembre de 1946, habiendo sido reintegrados a los estados que otrora comprendían sus áreas, tras arduas negociaciones de los políticos paranaenses en el ámbito de la Asamblea Nacional Constituyente.

## Juramento del Presidente de la República
El compromiso constitucional ha de ser jurado por el presidente de la República, en el acto de toma de posesión, definido en la Carta de 1946 por el art. 83. párrafo único:

## Suspendida por el Golpe de 1964
Durante la vigencia de la Constitución de 1946, el orden democrático sufriría una serie de tentativas de golpes de Estado, culminando en el Golpe militar de 1964, cuando gobernaba el presidente João Goulart. A partir de entonces, la Carta Magna sufrió una serie de enmiendas que la desvirtuaron. Fue suspendida durante seis meses por el Ato Institucional Número Uno y finalmente sustituida por la Constitución de 1967, propuesta oficialmente por el Ato Institucional Número Cuatro.

## Galería

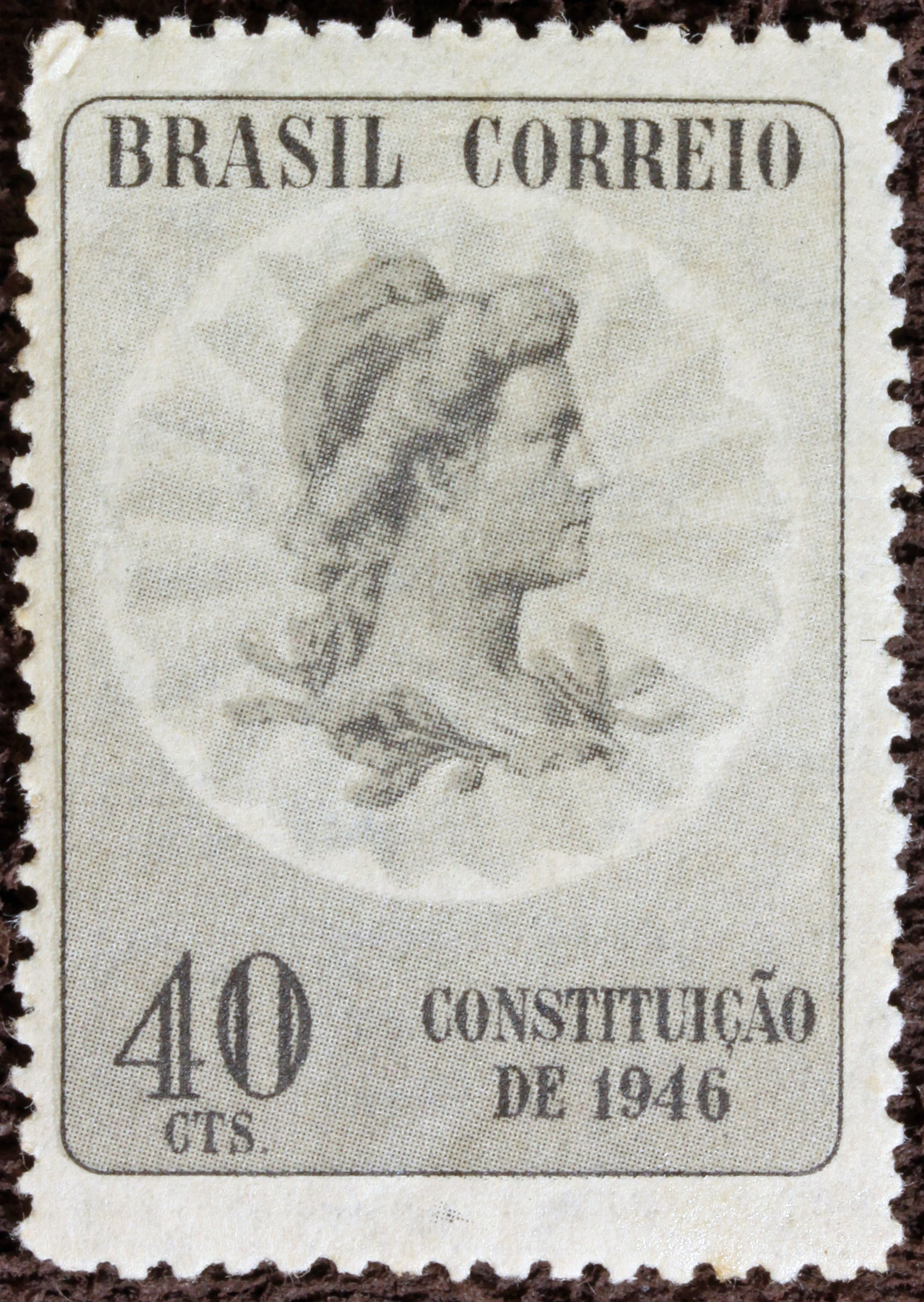
Homenaje filatélico al texto constitucional de 1946.
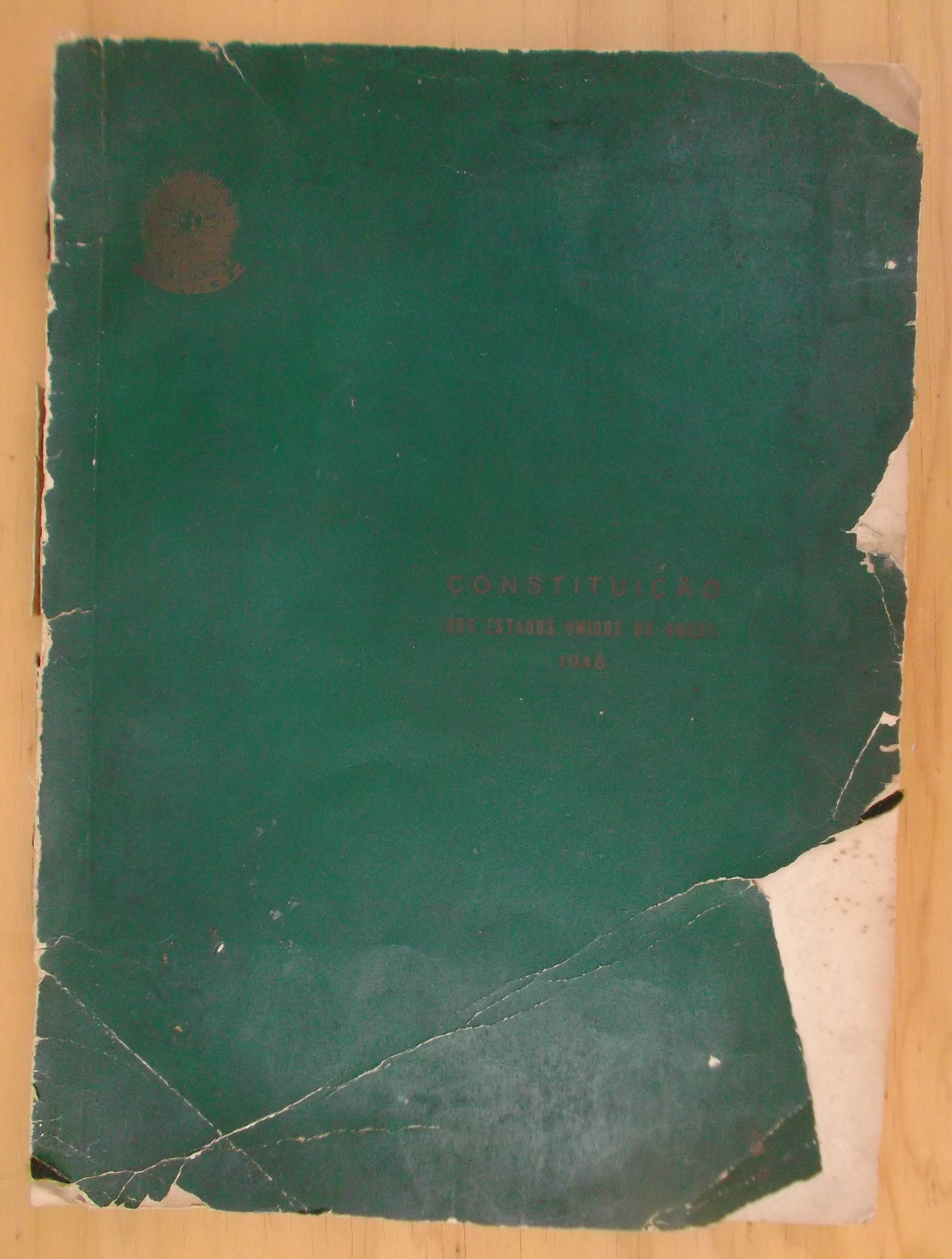
Raro ejemplar del texto de la Constitución Brasileña de 1946. Ese ejemplar tiene la reproducción de las firmas de todos los diputados y senadores constituyentes. Tiene las siguientes medidas: 27 cm de ancho, 37 cm de largo y 1 cm de alto.
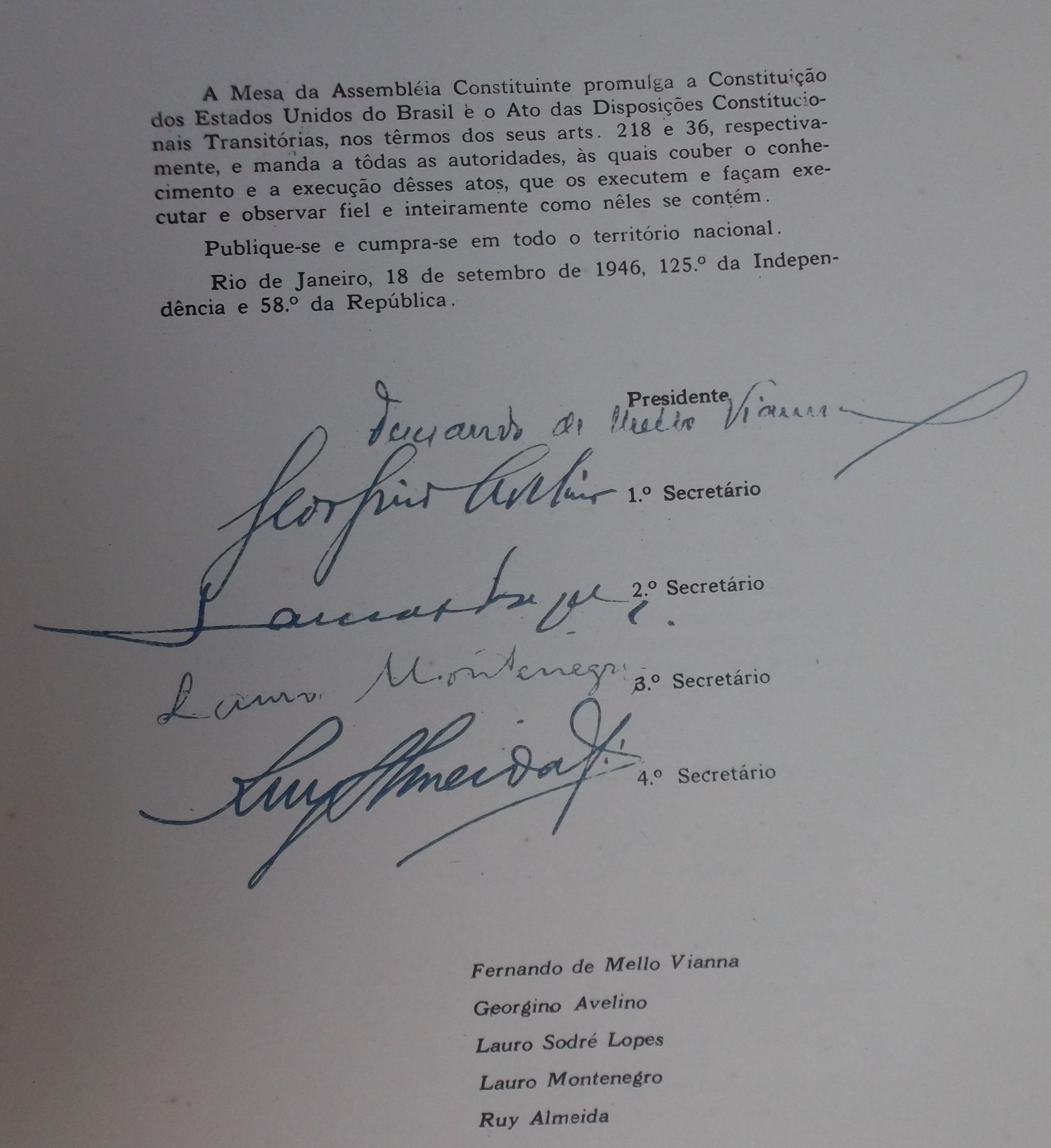
Acto de la mesa del Congreso Nacional que promulga el texto de 1946.
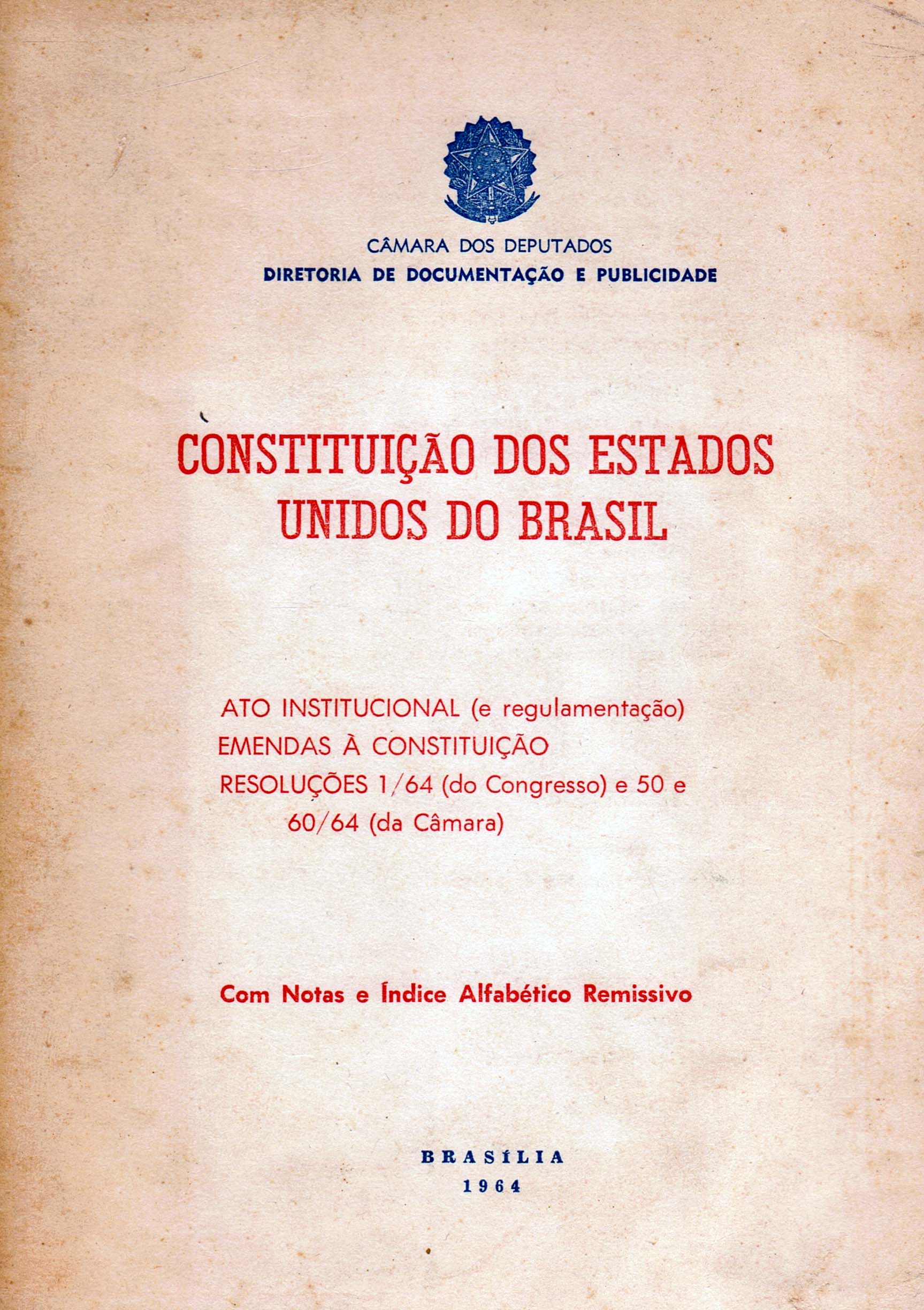
Edición de 1964 con la enmiendas de 1 a 10 y con el Ato Institucional Número Uno del Gobierno de la Dictadura de 1964.
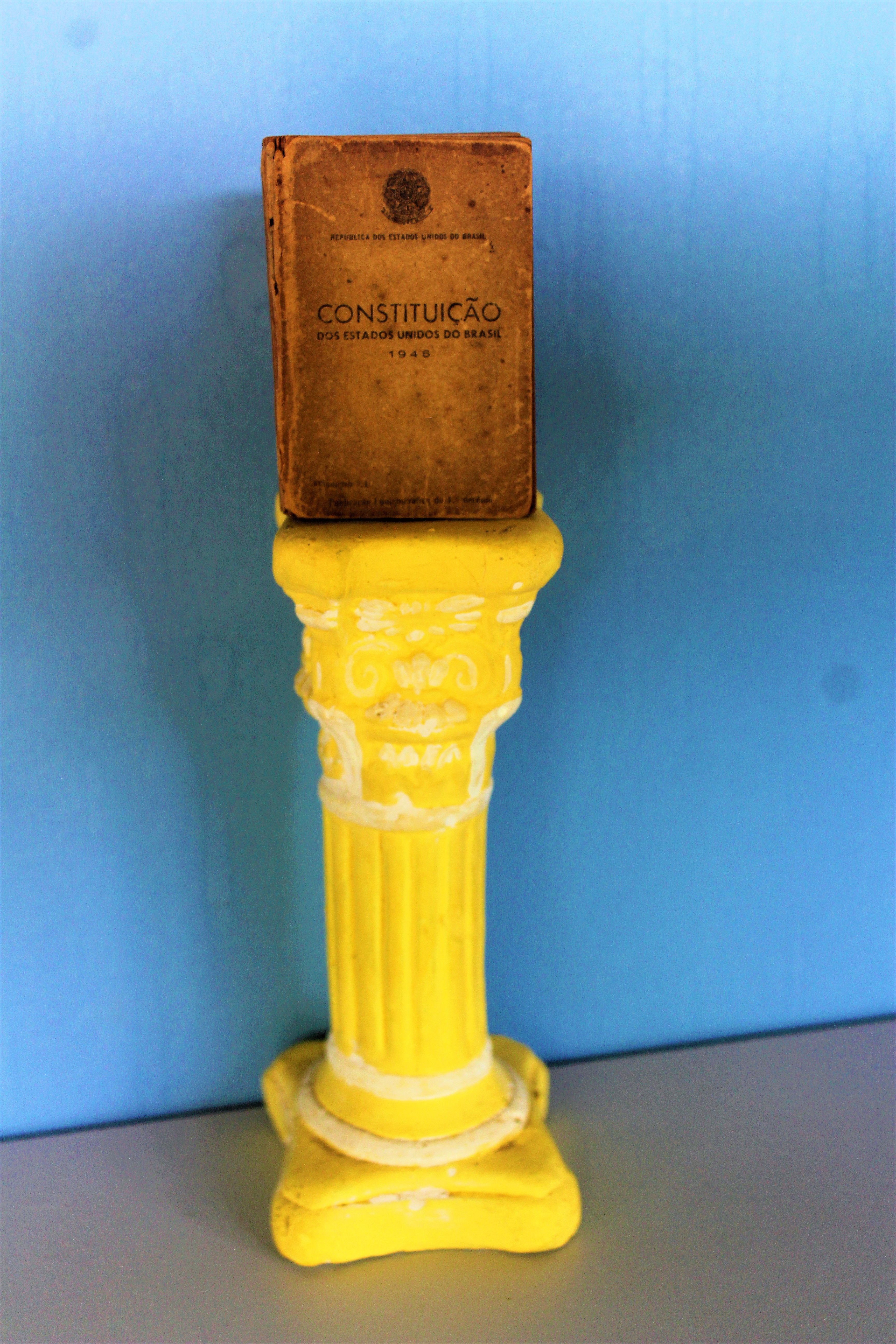
Mini ejemplar ( 6,8 X 4,5 cm ) de 166 páginas, conmemorativo de los 10 años de la Constitución de 1946, impreso en 1956 por el IBGE. Presidía el constituyente Jurandi Pires Ferreira.